# Resolutie 914 Veiligheidsraad Verenigde Naties
Resolutie 914 van de VN-Veiligheidsraad werd unaniem aangenomen op 27 april 1994. De resolutie versterkte de vredesmacht in voormalig Kroatië en Bosnië en Herzegovina met meer dan 6000 extra militairen en 400 extra waarnemers.

## Achtergrond
In 1980 overleed de Joegoslavische leider Tito, die decennialang de bindende kracht was geweest tussen de zes deelstaten van het land. Na zijn dood kende het nationalisme een sterke opmars, en in 1991 verklaarden verschillende deelstaten zich onafhankelijk. Hierop brak een burgeroorlog uit met minderheden die tegen onafhankelijkheid waren in de deelstaten, en met het Volksleger.

## Inhoud
De Veiligheidsraad:
- bevestigt de resoluties 908 en 913;
- overwoog de rapporten van de secretaris-generaal;
- wil de VN-Beschermingsmacht versterken;
- is vastberaden om de veiligheid en bewegingsvrijheid van UNPROFOR te verzekeren in Kroatië en Bosnië en Herzegovina;

1. verwelkomt de rapporten;
2. besluit om een verhoging van UNPROFOR's personeel tot 6550 bijkomende troepen, 150 militaire waarnemers en 275 burgerpolitiewaarnemers te autoriseren boven op de in resolutie 908 toegestane versterkingen;
3. besluit om actief op de hoogte te blijven.

## Verwante resoluties
- Resolutie 908 Veiligheidsraad Verenigde Naties
- Resolutie 913 Veiligheidsraad Verenigde Naties
- Resolutie 936 Veiligheidsraad Verenigde Naties
- Resolutie 941 Veiligheidsraad Verenigde Naties

Lijst ·  893 ·  894 ·  895 ·  896 ·  897 ·  898 ·  899 ·  900 ·  901 ·  902 ·  903 ·  904 ·  905 ·  906 ·  907 ·  908 ·  909 ·  910 ·  911 ·  912 ·  913 ·  914 ·  915 ·  916 ·  917 ·  918 ·  919 ·  920 ·  921 ·  922 ·  923 ·  924 ·  925 ·  926 ·  927 ·  928 ·  929 ·  930 ·  931 ·  932 ·  933 ·  934 ·  935 ·  936 ·  937 ·  938 ·  939 ·  940 ·  941 ·  942 ·  943 ·  944 ·  945 ·  946 ·  947 ·  948 ·  949 ·  950 ·  951 ·  952 ·  953 ·  954 ·  955 ·  956 ·  957 ·  958 ·  959 ·  960 ·  961 ·  962 ·  963 ·  964 ·  965 ·  966 ·  967 ·  968 ·  969